# Chi Chuột lang
Chi Chuột lang (danh pháp khoa học: Cavia) là một chi thuộc phân họ Chuột lang (Caviinae), chứa khoảng 9 loài động vật gặm nhấm, được gọi chung là chuột lang. Loài được biết đến nhiều nhất trong chi này là chuột lang nhà (Cavia porcellus), một loài động vật cung cấp thịt quan trọng tại Nam Mỹ, đồng thời cũng là động vật nuôi làm cảnh trong nhà phổ biến tại phương Tây.

## Tranh luận phân loại
Chi Cavia được phân loại trong bộ Gặm nhấm (Rodentia), mặc dù có một số ít các nhà khoa học cho rằng các chứng cứ có từ AND ti thể và các protein chỉ ra rằng nhóm Hystricognathi (các động vật dạng nhím lông cứng ở Cựu thế giới) có thể thuộc về nhánh tiến hóa khác và vì thế thuộc về bộ khác. Nếu đúng như vậy, thì đây là một ví dụ về tiến hóa hội tụ. Các nhà khoa học khác phê phán mạnh giả thuyết này.

## Các loài
- Cavia anolaimae (thường được coi là đồng nghĩa của C. porcellus) - Colombia
- Cavia aperea – Chuột lang Brasil: phổ biến ở phía đông dãy núi Andes
- Cavia fulgida – Chuột lang bóng: miền đông Brasil
- Cavia guianae (thường được coi là đồng nghĩa của C. porcellus) - Venezuela, Guyana, Brasil.
- Cavia intermedia – Chuột lang nhỡ: quần đảo Moleques do Sul, Santa Catarina, Brasil, mô tả lần đầu năm 1999.
- Cavia magna – Chuột lang lớn: Uruguay, đông nam Brasil.
- Cavia nana (thường được coi là đồng nghĩa của C. tschudii)
- Cavia porcellus – Chuột lang nhà: tổ tiên hoang dã không rõ
- Cavia tschudii – Chuột lang núi: Peru kéo dài về phía nam tới miền bắc Chile và tây bắc Argentina.

## Hình ảnh

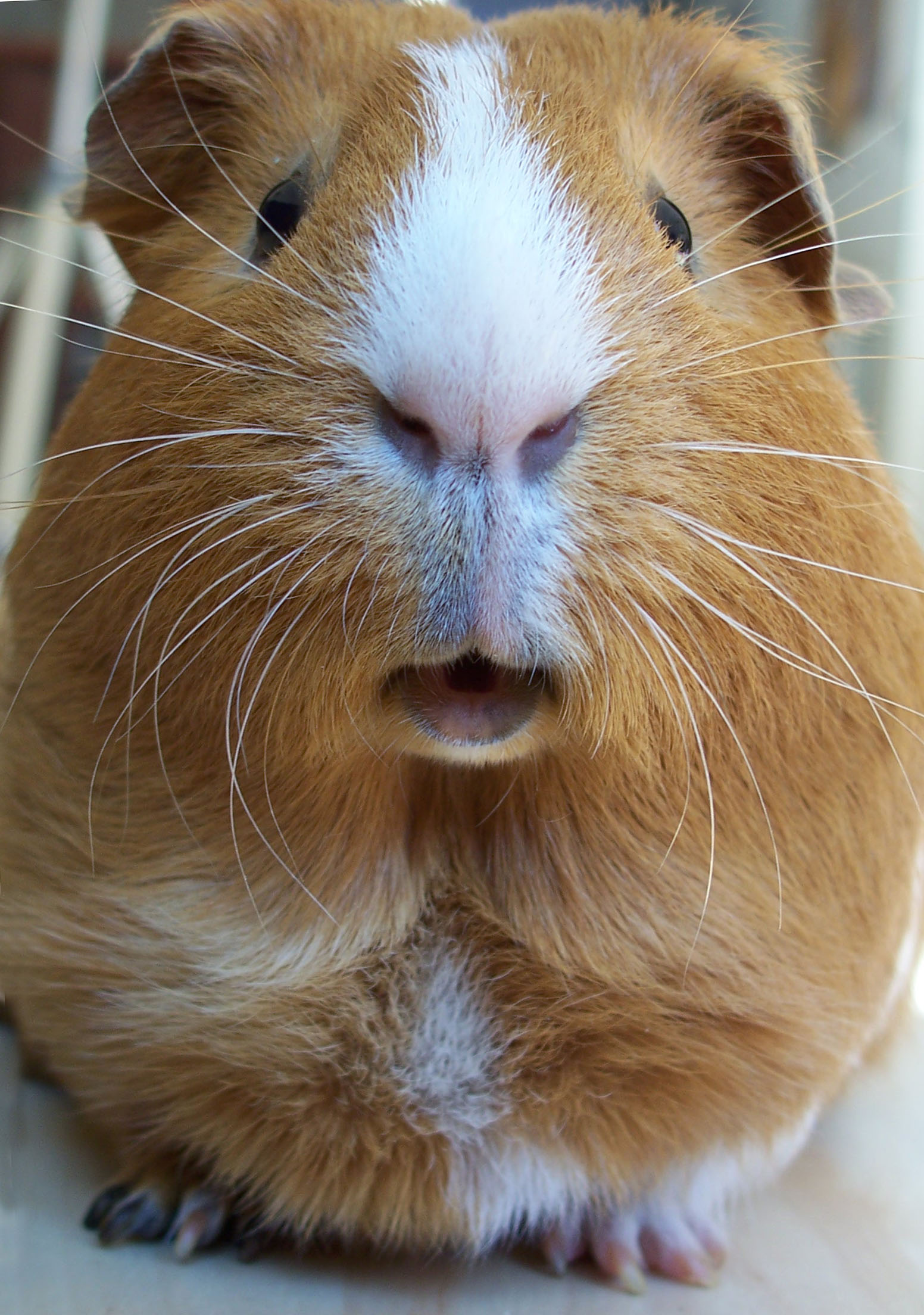
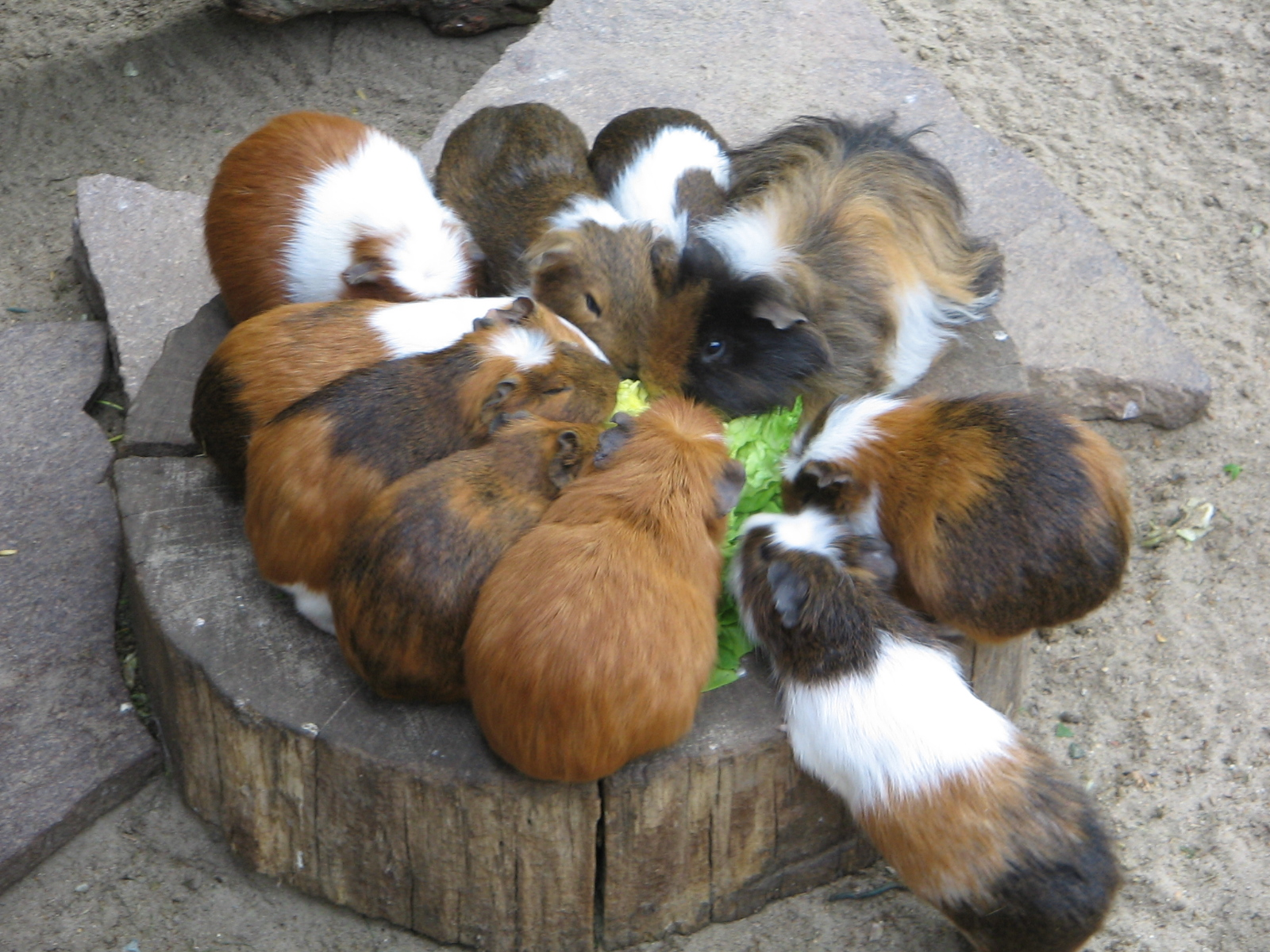
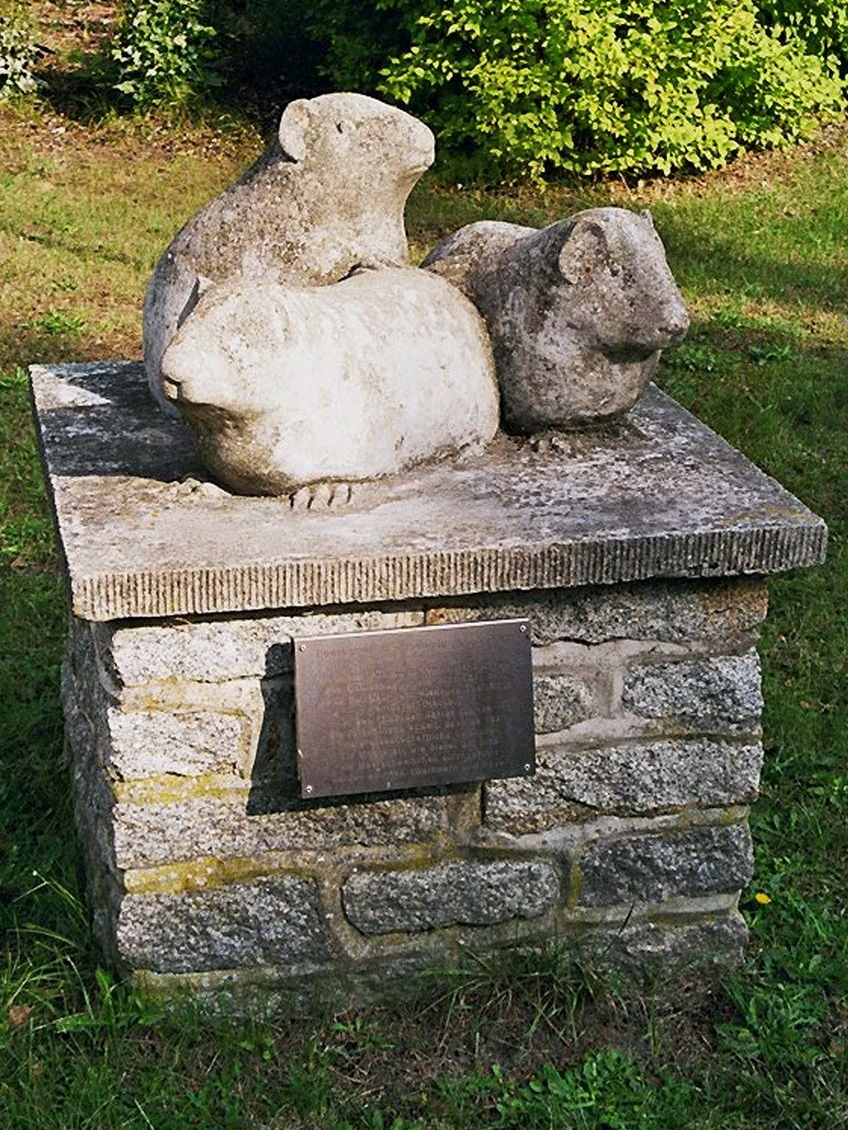
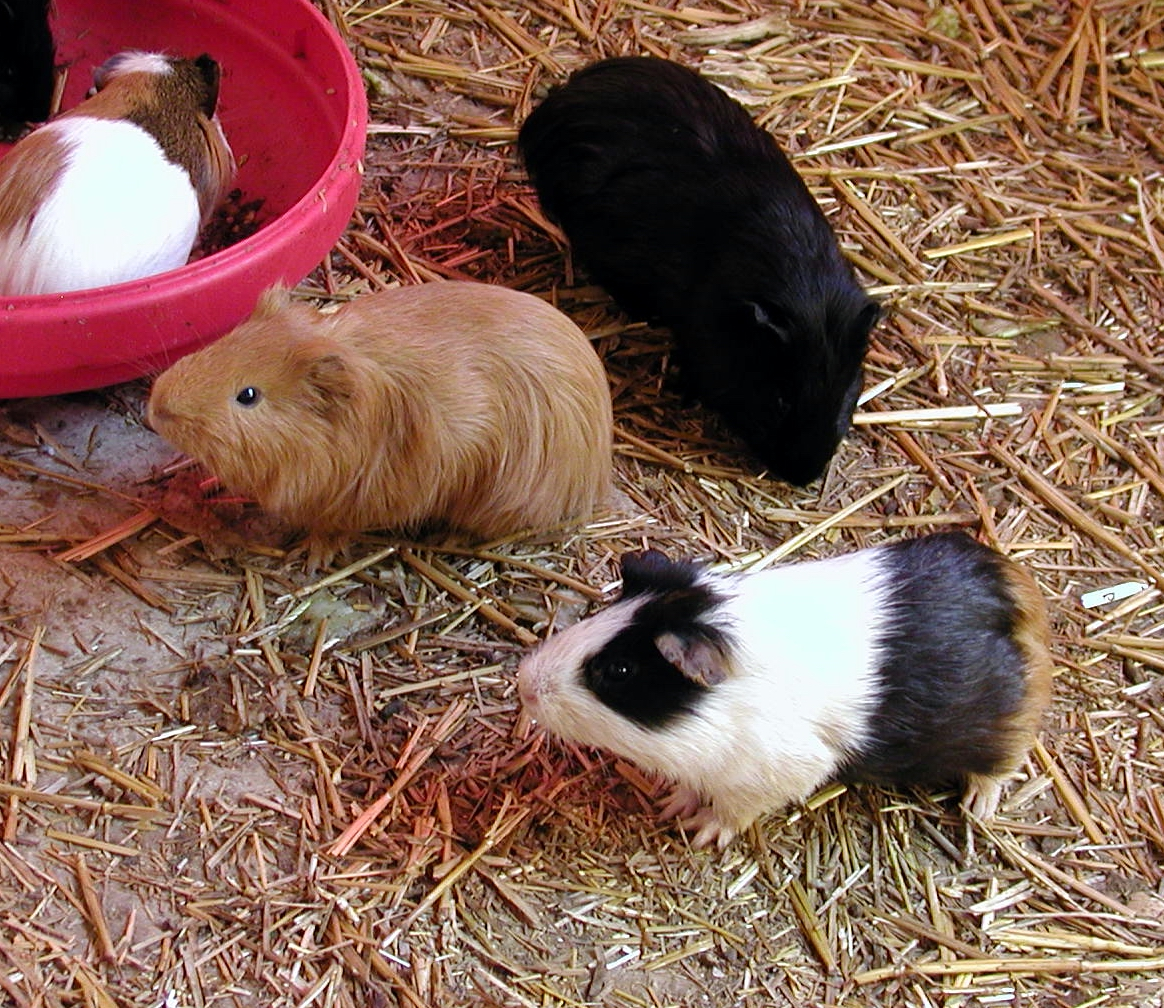